# ピーナッツパン (お笑いコンビ)
ピーナッツパンは、かつてプロダクション人力舎で活動していた女性お笑いコンビ。2011年8月30日解散。

## メンバー
- 田中 希実（たなか のぞみ、1987年3月3日（38歳） - ）

ボケ担当。東京都港区出身、血液型A型。愛称はのんちゃん。やや舌足らずな口調が特徴。
芸能界への憧れは子供の時からあり歌手、女優を目指していた時もあった。
解散後はピン芸人「のんたなか」、天野舞（元あめんぼ、根菜キャバレー）とのコンビ「ぴーかぶー」として活動。
現在は芸能界を引退しており、東京都渋谷区笹塚の笹塚ボウルに勤務している。
- 粕壁 遥（かすかべ はるか、1987年1月31日（38歳） - ）

ツッコミ担当。栃木県下野市出身、血液型O型。愛称はハルちゃん。右頬のほくろが特徴。
解散後は引退し、東京都渋谷区千駄ヶ谷のマーガーバーガーに勤務している。

## 来歴
スクールJCA14期生。ともに人力舎の先輩である、北陽に憧れたという田中と、おぎやはぎのライブをみて影響を受けたという粕壁の2人が2005年に入学したスクールJCAで出会い、結成。かつては、トリオ時代もあった。
2007年4月から正式にプロダクション人力舎所属となる。以後、人力舎主催のライブなどの舞台を中心に出演。同じく2007年には2回の単独ライブ（下述）を行った。
一方で、放送作家の修業もしているということである。
BURN、あんぺあ、朝倉小松崎、S×L、ぐりんぴーすとの6組合同のライブ『シックススキップ』を2009年8月26日（第1回）から行っていた。
2011年8月30日、粕壁の引退により解散。田中はその後ピン芸人「のんたなか」としての活動を経て、2014年に天野舞（元あめんぼ、根菜キャバレー）とコンビ「ぴーかぶー」を結成した。

## 芸風
主に漫才、時々コントも行っていた。主に田中の「ねーねーハルちゃん」のセリフから始まり、田中がある職業をやってみたいというネタが定番であった。また、田中が食べ物の話をネタに取り入れることが多かった。初めのうちは田中のボケに対しが粕壁が優しくなだめているが、田中が暴走し始めると粕壁の冷静な突っ込みをものともせず暴走し続けるというパターン。なお、かつては登場する時に、2人で「ピーナッツ、パーン!」と「パーン」のところでハイタッチしていたが、最近はこれをせず普通に登場している。これについては、「ピーナッツパァーン!いぇーー!」というハイタッチに変えていた事もあった。
本名で呼ばれることはほとんどなく、「のんちゃん」「ハルちゃん」が芸名のようになっている。後輩からも舞台上では「のんさん」「ハルさん」と呼ばれていた。
『エンタの神様』（日本テレビ）においては、たまの曲『冥王星』の替え歌で、右の田中が小さな太鼓を叩き、左の粕壁が木琴を叩いて軽快なリズムに乗せた歌を歌い、通常の時とは違った芸を披露していた。2008年2月16日放送の時には、画面の右上に「作曲：たま」のテロップが表示されていた。

## 出演

### テレビ
- エンタの神様（日本テレビ） - 2007年9月15日初出演。キャッチコピーは「ファニービートな音楽会」
- うぇぶたまww番外編（テレビ東京） - 2007年10月6日 ※田中のみ出演
- メントレG（フジテレビ） -  2008年4月20日
- ゴッドタン（テレビ東京） - 2008年4月24日 『あるあるネタ301検証』
- 爆笑オンエアバトル（NHK総合） - 2008年5月15日 戦績0勝1敗 最高173KB
- 第5回爆笑ピンクカーペット（フジテレビ） - 2008年8月30日 キャッチコピーは「お菓子の国からやってきた」
- 関根&優香の笑うお正月2009（テレビ朝日） - 2009年1月2日
- 新しい波16（フジテレビ） - 2009年1月12日
- 新世紀ネタキング決定戦（TOKYO MX） - 2010年10月21日
- キャくれ家（朝日放送）- 2011年2月11日
- ピラメキーノ（テレビ東京）- 2011年5月20日 『バカウケコドモ-1GP』

### ネット番組
- ニコニコキングオブコメディ（ニコニコ動画）田中のみ

### ライブ
レギュラー出演
- 「バカ爆走!」- 人力舎が毎月1～6日に新宿Fu-にて開催している若手ライブ。
- 「BOMB!!again」- 人力舎の若手ライブ。2008年12月より毎月第3月・火の定期開催。バカ爆走よりも若手がメイン。
- 「立川トークライブ」- 人力舎の若手2組によるトークライブ。立川A.A.Companyにて月2回火曜に開催。2ヶ月に1回出演。

ゲスト出演
- 「ポコポコ大作戦」- ライオンヘッド主催のお笑いライブに不定期ゲスト出演。横浜Lizardと渋谷TheGameにて毎月第1火曜に交互開催。
- 「今野ライブ浩喜」（2007/08/20＠pit北/区域） - キングオブコメディ・今野の企画ライブに鬼ヶ島とともにゲスト出演。
- 「鬼トーク３」（2008.12.24＠Naked Loft） - 鬼ヶ島のトークライブ）に三福星、S×Lとともにゲスト出演。
- 「オアシズ北陽トークライブお手伝いでピーナッツパン」（2009/02/26＠シアター風姿花伝） - オアシズ、北陽とトークライブ出演。

#### 単独ライブ
- プチ単独ライブ『ごめんくださいませ！』（ミニホール新宿Fu-、2007年2月4日）
- 『ピーピーラムネ』（アトリエフォンテーヌ、2007年10月12日-13日）